# Jeff Rosenstock
Jeff Rosenstock é um músico e compositor Norte-Americano de Long Island. Ele era o vocalista da banda The Arrogant Sons of Bitches de ska punk, do coletivo musical Bomb the Music Industry! e a banda Kudrow de indie rock. Após o fim de Bomb the Music Industry!, ele começou uma carreira solo.

## Carreira
Rosenstock iniciou sua carreira solo em 2012 ao lançar sua primeira "mixtape" solo, I Look Like Shit, dois meses após Bomb the Music Industry! anunciar o fim de suas atividades. Este foi seguido por Summer Seven Club, projeto em 2013, que garantiu aos compradores do single de 7" "Summer" acesso exclusivo à novas canções lançadas periodicamente ao passar dos meses. Todas as canções de Summer Seven Club foram mais tarde compiladas e lançadas como Summer +. O primeiro álbum de estúdio de Rosenstock como artista solo, We Cool?, foi lançado em 2015. Seu segundo álbum de estúdio, intitulado Worry., foi lançado em 14 de outubro de 2016. No ano novo de 2018, Rosenstock lançou seu terceiro álbum de estúdio, POST-. O lançamento foi surpresa, sem anúncio prévio.
Rosenstock já performou com várias outras bandas de ska e punk rock, incluindo Mustard Plug, The Bruce Lee Band, e AJJ. Ele também já performou com seus colegas Lee Hartney e Laura Stevenson, ambos da Bomb the Music Industry!.
Rosenstock fundou sua gravadora independente, Quote Unquote Records, cujo lança todos os seus álbuns de graça (mantendo a já antiga e conhecida ideologia DIY que Rosenstock sempre deu suporte). Recentemente ele também deu vida à Really Records cujo já lançou vinis para The Sidekicks, Hard Girls, Archipelago, Shinobu e muitos outros projetos de Jeff.
Ele também já trabalhou como produtor para outros artistas como Mikey Erg, The Smith Street Band, Laura Stevenson, e Dan Andriano. Rosenstock também é membro da Antarctigo Vespucci, um projeto colaborativo entre ele mesmo e o cantor-líder da Fake Problems, Chris Farren.
Ele está compondo a trilha sonora para a futura nova série da Cartoon Network, Craig of the Creek.

## Discografia
Arrogant Sons of Bitches
- Built to Fail (1998)
- The Apology EP (2001)
- Pornocracy (2000)
- All the Little Ones Are Rotting (2002)
- The Arrogant Sons of Bitches (2004) compilação
- Three Cheers For Disappointment (2006)
- This Is What You Get (2006)

Bomb the Music Industry!
- Album Minus Band (2005)
- To Leave or Die in Long Island (2005)
- President's Day (Split 7″) (2006)
- Goodbye Cool World! (2006)
- Get Warmer (2007)
- O Pioneers!!! (Split 10") (2007)
- Mustard Plug (Split 7") (2008)
- Scrambles (2009)
- Others! Others! Volume 1 (2009)
- Adults!!!: Smart!!! Shithammered!!! And Excited by Nothing!!!!!!! (2010)
- Everybody That You Love (7") (2010)
- Vacation (2011)
- Ska is Dead Vol. 6 (7") (2011)
- Untitled live final concert album (TBA)

Pegasuses-XL
- The Midnight Aquarium (2006)
- XL (2006)
- Pegauses-XL (2007)
- The Antiphon (2008)

Kudrow
- Lando (2009)
- Boo (split with Hard Girls) (2011)

Antarctigo Vespucci
- Soulmate Stuff (2014)
- I'm So Tethered (2014)
- Leavin' La Vida Loca (2015)

Carreira Solo
- I Look Like Shit (Mixtape)[1] (2012)
- Summer (Single 7") (2013)
- "Hey Allison!" b/w "I'm So Gross" (Single 7") (2014)
- We Cool? (2015)
- WORRY. (2016)
- POST- (2018)
- No Dream (2020)
- Ska Dream (2021)
- Hellmode (2023)

The Bruce Lee Band
- Community Support Group (2014)
- Everything Will Be Alright, My Friend (2014)

Créditos na produção
- The Smith Street Band: Throw Me in the River (2014)
- Dan Andriano in the Emergency Room: Party Adjacent (2015)
- Binary Heart: Brighter Days (2015)
- Laura Stevenson: Cocksure (2015)
- Mikey Erg: Tentative Decisions (2016)
- The Smith Street Band: More Scared Of You Than You Are Of Me (2017)